# Bowerbankia stationis
Bowerbankia stationis är en mossdjursart som först beskrevs av Ostroumoff 1886.  Bowerbankia stationis ingår i släktet Bowerbankia och familjen Vesiculariidae. Inga underarter finns listade i Catalogue of Life.